# 皮耶里克
皮耶里克（法語：Pierric，法語發音：[pjɛʁik] ⓘ）是法国大西洋卢瓦尔省的一个市镇，位于该省北部，和伊勒-维莱讷省接壤，属于沙托布里扬-昂斯尼区。

## 地理
皮耶里克（47°41'12"N, 1°44'12"W）面积27.3 平方千米，位于法国卢瓦尔河地区大区大西洋卢瓦尔省，该省份为法国西北部沿海省份，位于布列塔尼半岛东南部，北起伊勒-维莱讷省，西北接莫尔比昂省，西临大西洋，南至旺代省，东临曼恩-卢瓦尔省。
与皮耶里克接壤的市镇（或旧市镇、城区）包括：大富日赖、朗贡、维莱讷河畔圣安娜、孔克勒伊、代尔瓦勒、盖姆内庞福。
皮耶里克的时区为UTC+01:00、UTC+02:00（夏令时）。

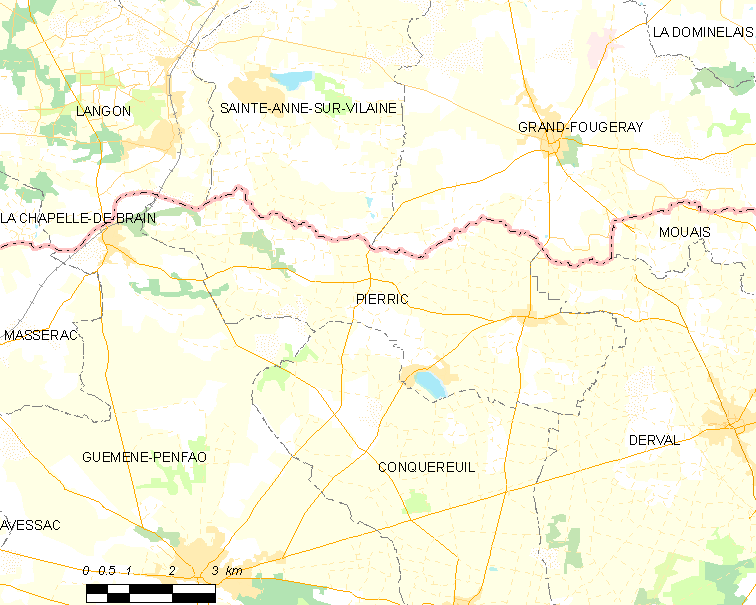
皮耶里克的OSM定位图

## 行政
皮耶里克的邮政编码为44290，INSEE市镇编码为44123。

## 政治
皮耶里克所属的省级选区为盖姆内庞福县。

## 交通
大西洋卢瓦尔省省道D3线、D42线和D46线在市中心交汇，D130线经过境内西部。

## 人口

1962-2008年间皮耶里克人口变化图示

皮耶里克于2022年1月1日时的人口数量为1011人。